# RATP Dev
RATP Développement, meglio nota attraverso l'abbreviazione RATP Dev, è un'azienda francese interamente controllata dal gruppo RATP con il ruolo di gestire e sviluppare nuove reti di trasporto pubblico nei 13 paesi di azione del gruppo.

## Storia
L'azienda fu fondata come filiale di RATP nel 2002 con l'obiettivo di espandere l'area d'azione dell'azienda sul mercato internazionale.

## Attività

### Africa
In Algeria RATP Dev gestisce le reti tranviarie delle città di: Algeri, Costantina, Orano, Ouargla, Sétif e Sidi Bel Abbès attraverso SETRAM, partecipata anche da EMA e Transdev, per l'esercizio e RATP El Djazaïr per la gestione dell'infrastruttura. Nella capitale algerina, sempre attraverso RATP El Djazaïr gestisce anche la metropolitana.
In Egitto attraverso RATP Dev Mobility Cairo gestisce la linea 3 della metropolitana del Cairo ed è previsto che gestisca la linea LRT 10, che collegherà Il Cairo con la nuova capitale egiziana, per 15 anni.
In Marocco attraverso RATP Dev Casablana gestisce la rete tranviaria della capitale marocchina.
In Sudafrica, attraverso la controllata Bombela Operating Company, gestisce il servizio ferroviario Gautrain tra Pretoria e Johannesburg.

### Asia
Attraverso RATP Dev Transdev Asia, joint venture formata con Transdev, gestisce la tranvia di Hong Kong, in Cina, la linea 9 della metropolitana di Seul, in Corea del Sud, la linea 1 della metropolitana leggera di Manila, nelle Filippine, e la metropolitana di Mumbai, in India.
In Arabia Saudita gestisce a Riad sia la rete autobus, attraverso Public Transport Company, che la metropolitana, attraverso la società RATP Dev Capital Metro Company - SAPTCO, entrambe costituite assieme a SAPTCO.
In Qatar gestisce la metropolitana di Doha e la metrotranvia di Lusail attraverso la società RKH Qitarat, partecipata anche da Keolis e Hamad Group au Qatar.

### Europa
Sulla frontiera franco-svizzera gestisce attraverso un'associazione temporanea di imprese con Transports Publics Genevois (47%) e COMAG (2%), denominata Société du Téléphérique du Salève, la funivia del Salève. Sempre con TPG gestisce il servizio di trasporto pubblico nell'agglomerato di Annemasse, che comprende decine di comuni dell'Alta Savoia, attraverso la controllata Transports Publics de l'Agglomération d'Annemasse, e il collegamento tra Saint-Julien-en-Genevois e Ginevra attraverso Gem'Bus. Nell'hinterland della capitale francese gestisce la metropolitana leggera Orlyval, che collega la stazione di Antony con l'aeroporto di Parigi Orly.
In Italia gestisce un paio di linee ferroviarie attraverso la partecipazione minoritaria in La Ferroviaria Italiana. Sul fronte del trasporto pubblico locale controlla interamente le società Autolinee Toscane, dal 2021 concessionaria dell'intera rete autobus della Toscana nonché azionista al 33% di Li-nea, e Cilia Italia, concessionaria della gestione delle linee autobus in alcuni comuni del Lazio e tra i fondatori di CSC Mobilità, gestore del TPL di Latina, mentre detiene una partecipazione completa in GEST, gestore della rete tranviaria di Firenze.

## Dati societari
RATP Dev è interamente controllata da RATP ed è gestita da un comitato di direzione composto da 12 membri. Per conto della capogruppo detiene le seguenti partecipazioni:
- Autolinee Toscane (100%)
- Bombela Operating Company (51%)[28]
- Cilia Italia (100%)
- GEST (100%)[27]
- La Ferroviaria Italiana (11,7095%)[29]
- Société du Téléphérique du Salève (51%)
- Transports Publics de l'Agglomération d'Annemasse (51%)